# Țara Oașului
Țara Oașului (Hongaars: Avasság) is een etnografisch Roemeense streek in het District Satu Mare in Roemenië. Het gebied is gelegen op het drielandenpunt van Roemenië met Hongarije en Oekraïne.

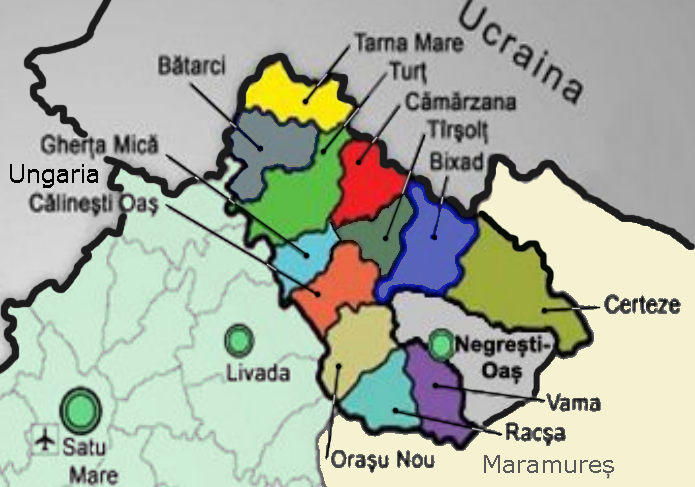

## Gemeenten en inwoneraantallen
Het gebied bestaat uit de volgende gemeenten (inwonertallen volkstelling 2011):
- Racşa - 3052 inw
- Vama - 3486 inw
- Negrești-Oaș - 11867 inw
- Certeze - 5636 inw
- Bixad - 6504 inw
- Călinești-Oaș - 4811 inw
- Târșolț - 3059 inw
- Cămărzana - 2355 inw
- Gherța Mică - 3412 inw
- Turț 5593 inw
- Bătarci - 3707 inw
- Tarna Mare - 3774 inw

In totaal woonden er in 2011 57.256 personen in het gebied. De Hongaren zijn met 3% van de bevolking de belangrijkste minderheid.
Alleen in Vama vormen Hongaren een groep van meer dan 20% van de bevolking.
Orașu Nou wordt vaak ook tot de streek gerekend, maar hier vormen de Hongaren een ruime meerderheid met 64% van de bevolking.